# Maculinea argentoazurea
Maculinea argentoazurea är en fjärilsart som beskrevs av Silbernagel 1946. Maculinea argentoazurea ingår i släktet Maculinea och familjen juvelvingar. Inga underarter finns listade i Catalogue of Life.